# 擴散接合
擴散接合（英文：Diffusion bonding）是一種金屬加工的技術，用以焊接同相或異相的金屬。典型的擴散接合，被焊接物（金屬箔、線、絲等）需層層交錯放置，在高溫高壓下進行加工。根據材料科学所述的固態擴散，在一定的高溫下，兩相接金屬的表面，原子會互相擴散並形成相變，進而接合成一整體。擴散接合運用於航天、核電設備等產業。

## 特色
擴散接合不需加熱至液態熔融或者使用熔填金屬，因此成品質量並未增減。接合處 的強度及耐溫性與母材金屬相似，工件幾乎無塑性變形，此製程導入甚少的殘留應力。因為在真空或惰性氣體的環境下加工，接合過程中不應有汙染。理論上接合任何大小的面積不影響加工時間，但實際上限制焊接面的因素包括是否能提供足夠的壓力，以及空間限制。擴散接合可用於:同相及異相金屬、易氧化的金屬（鋯、鈹、鈦等）及耐火金屬、厚薄不一的工件。
擴散接合花費相對高昂，當其他焊接加工方法無法達到預期的目標時，才會採用此方法。例如，接合锆及铍等一般無法以液態熔融焊接的材料，钨以及其他高熔點材料; 交錯疊放的不同金屬且要求高溫時保持材料強度; 以及連接蜂巢心（honeycomb core）與夾層（skin）製造金屬蜂巢芯夾層複合材等等金屬夾芯結構材料。

## 製程
擴散接合由夾緊板鉗夾欲焊的工件，再擴散接合之前，焊接面必須加工至光滑平整，並且免於其他化學藥劑或塵埃碎屑汙染 ，任何的雜質都有可能干涉兩金屬面之間的擴散。一旦鉗合固定，工件被施以高溫高壓長達數小時之久。加壓可使用液壓椿塞（hydraulic ram）於高溫環境，該方法可較精準測量施加的壓力。擴散接合一定要保持真空或惰性氣體環境。
在微觀的角度下，擴散接合大致可分為三個階段：
- 在兩物件的表面完全貼合之前，兩者微觀尺度的表面粗糙突起（asperity）先彼此接觸並塑性變形，當粗糙突起（asperity）變形時，同時也會形成突起處相連的介面。
- 逐漸升高的溫度及壓力造成材料加速潛變、晶界移動，兩者的表面空隙縮為互不相通的細孔。
- 材料的原子擴散跨越接鄰的表面，模糊彼此的邊界並形成鍵結。